# پایگاه نیروی هوایی فیرچایلد
پایگاه نیروی هوایی فیرچایلد (به انگلیسی: Fairchild Air Force Base) یک فرودگاه است . این فرودگاه در شهر اسپوکن کشور ایالات متحده آمریکا قرار دارد .